# Fatu Hiva (isla)
Fatu Hiva (en marquesano Fatuiva, en español originalmente Isla Magdalena) es la isla más meridional de las Marquesas. Posee alrededor de 84 km² y está situada a 75 km al sur de Hiva Oa.

## Nombres alternativos
- Fatu Iva: nombre originario de la isla. La H de Hiva sólo surgió por contaminación de los nombres de las dos islas principales del archipiélago, Nuku Hiva e Hiva Oa. En la leyenda de la construcción de las islas Marquesas, según la cual cada isla del archipiélago es una parte de la casa de los dioses, Fatu Iva representa el techo, formado por nueve (Iva) trenzas (fatu) de hojas de palma. Según otras fuentes, Fatu Iva podría traducirse como "la novena isla", lo que no es incompatible con la geografía del archipiélago.[5]

- Santa Magdalena[6][7] o Isla Magdalena en 1595, por el español Álvaro de Mendaña, en honor a Santa Magdalena, cuya fiesta cae el 21 de julio en el calendario católico.

- Hatauheva en 1817, por Camille de Roquefeuil durante su vuelta al mundo en el "Bordelais".

- Fatou-Hiva en 1838 por Jules Dumont d'Urville.

## Historia

### Primeros pobladores
Al igual que las demás islas del archipiélago, Fatu Iva estuvo originalmente poblada por polinesios, que probablemente llegaron desde la Polinesia Occidental.
Las rivalidades entre los distintos valles eran frecuentes. En una de ellas, hacia mediados del siglo XIX, se enfrentaron la tribu Anainoapa de Hanavave y la Tiu de Omoa. Estos últimos, derrotados, huyeron de la isla en balsas de bambú y fueron a parar a las Tuamotus, en el atolón de Napuka, donde todavía viven sus descendientes. El hechicero Tiu, que permaneció en Fatu Iva, reveló a los vencedores los nombres de los lugares del valle (una forma de reconocer su soberanía), y se hizo enterrar vivo, con la cabeza hacia abajo, simbolizando su derrota y el fin de su tribu.
Poco se sabe de la cultura de Fatu Hiva antes de la influencia europea, ya que se vio muy afectada con la llegada de los misioneros. En los grandes valles se formaron sociedades tribales estratificadas, al igual que en el resto de las Islas Marquesas. En 1897, el explorador alemán Karl von den Steinen describió nueve tribus que habitaban los valles de Hanamoohe, Hanateone, Hanahouuna (¿Hanaouua? ¿Hahouna?), Ouia, Hanavave y Omoa. En el valle de Hanavave se conocen cuatro tribus por las piedras. 
Todavía no se han realizado excavaciones arqueológicas sistemáticas. Las investigaciones de superficie fueron realizadas por el antropólogo estadounidense Ralph Linton por encargo del Bishop Museum de Honolulu en 1920-1921. Los hallazgos son menos numerosos que en las otras islas de las Marquesas e indican una actividad constructiva menos extensa. Linton encontró los restos de varios tohua (centros ceremoniales y de poder) con plataformas de viviendas (paepae) y pequeños me'ae en el valle de Omoa. Esto llevó a Linton a sospechar que varias tribus habían residido allí. Durante su breve visita al valle de Hanavave, Linton sólo pudo encontrar pequeños restos de una tohua y una plataforma ceremonial de piedra. A diferencia de las otras islas de las Marquesas, los muertos de Fatu Hiva eran ocasionalmente momificados (ahumados) y a menudo enterrados en las viviendas.
En la isla no se han encontrado estatuas de piedra colosales, pero se han conservado algunas esculturas de piedra pequeñas y toscas. Esto no significa que no haya habido obras de arte destacadas en Fatu Hiva en tiempos prehistóricos. La isla era más bien conocida por los artistas del tatuaje y los talladores de madera, cuyas obras efímeras apenas han sobrevivido a los tiempos.

### Exploración y Colonización Europea

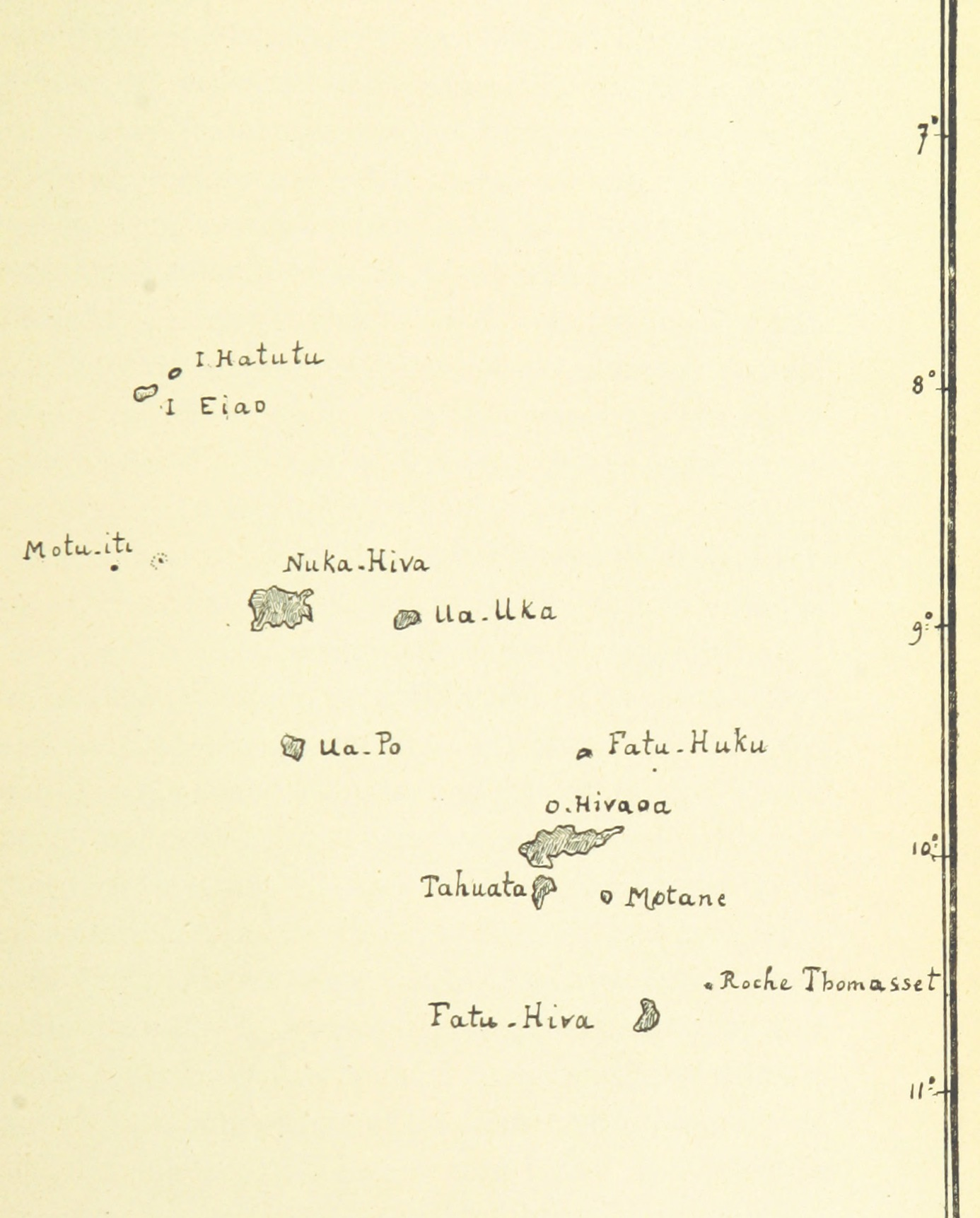
Mapa de Fatu Hiva y las islas cercanas de 1891

Desde una perspectiva occidental, el primer explorador que descubrió Fatu Iva fue el navegante español Álvaro de Mendaña, el 21 de julio de 1595. Fue la primera isla del archipiélago que vio, pero no pudo desembarcar allí porque no encontró un fondeadero seguro. Creyó erróneamente que había encontrado las Islas Salomón, el objetivo de su viaje, antes de darse cuenta de que acababa de descubrir una nueva tierra. Bautizó el archipiélago con el nombre de "Marquesas de Mendoza", en honor al virrey del Perú de la época, que le había ayudado a lanzar su expedición, "queriendo mostrar su gratitud por la ayuda que le había prestado" Como Mendaña llegó  durante la vigilia de santa María Magdalena de 1595 dio al nombre al lugar de Isla Magdalena.
En 1937 y 1938, el antropólogo y aventurero noruego Thor Heyerdahl y su esposa Liv vivieron durante un año y medio en Fatu Iva, primero en Omoa y luego en Ouia, un valle ahora desierto en la costa oriental de la isla. Encargado oficialmente por la Universidad de Oslo para investigar la distribución y propagación de las especies animales entre las islas de la Polinesia, su objetivo más personal en este viaje, que fue también el de su boda, era "navegar por los Mares del Sur" y no volver jamás. La pareja desembarcó en Omoa en 1937, pero encontró que la civilización seguía siendo demasiado para su gusto. Atravesaron la isla y se instalaron en Ouia, en la costa oriental de la isla, un valle antiguamente habitado por marqueses. Sin embargo, al cabo de un año y medio, los mosquitos, las enfermedades y el mal tiempo apagaron su entusiasmo. Contó su experiencia en el libro Paa Jakt efter Paradiset (1938), reescrito en 1974 y publicado como Fatu Hiva, el retorno a la naturaleza.
A principios de los años sesenta, hasta 1966, la mayoría de los hombres de la isla fueron a trabajar a Moruroa, en el archipiélago de Tuamotu, en la construcción del Centro Experimental [Nuclear] del Pacífico
El 11 de marzo de 2011, el explorador suizo Raphaël Domjan, jefe de expedición de la aventura PlanetSolar, el primer barco que circunnavega el planeta con energía solar, hizo escala en Fatu Hiva.

## Geografía
La isla está constituida por dos antiguos volcanes que forman una cadena montañosa que culmina en el monte Tauauoho con 960 metros de altitud. Al oeste se abren dos bahías: Hanavave y Omoa. La bahía de Hanavave era conocida por los navegantes como bahía de las Vergas, ya que se encuentran unas formaciones rocosas con forma fálica. Los misioneros católicos, interpretando que se trata de los velos de las vírgenes, cambiaron el nombre a bahía de las Vírgenes, añadiendo una "i" en francés: V(i)erges. La costa este se caracteriza por estrechos valles escarpados e inaccesibles. La superficie total es de 84 km².

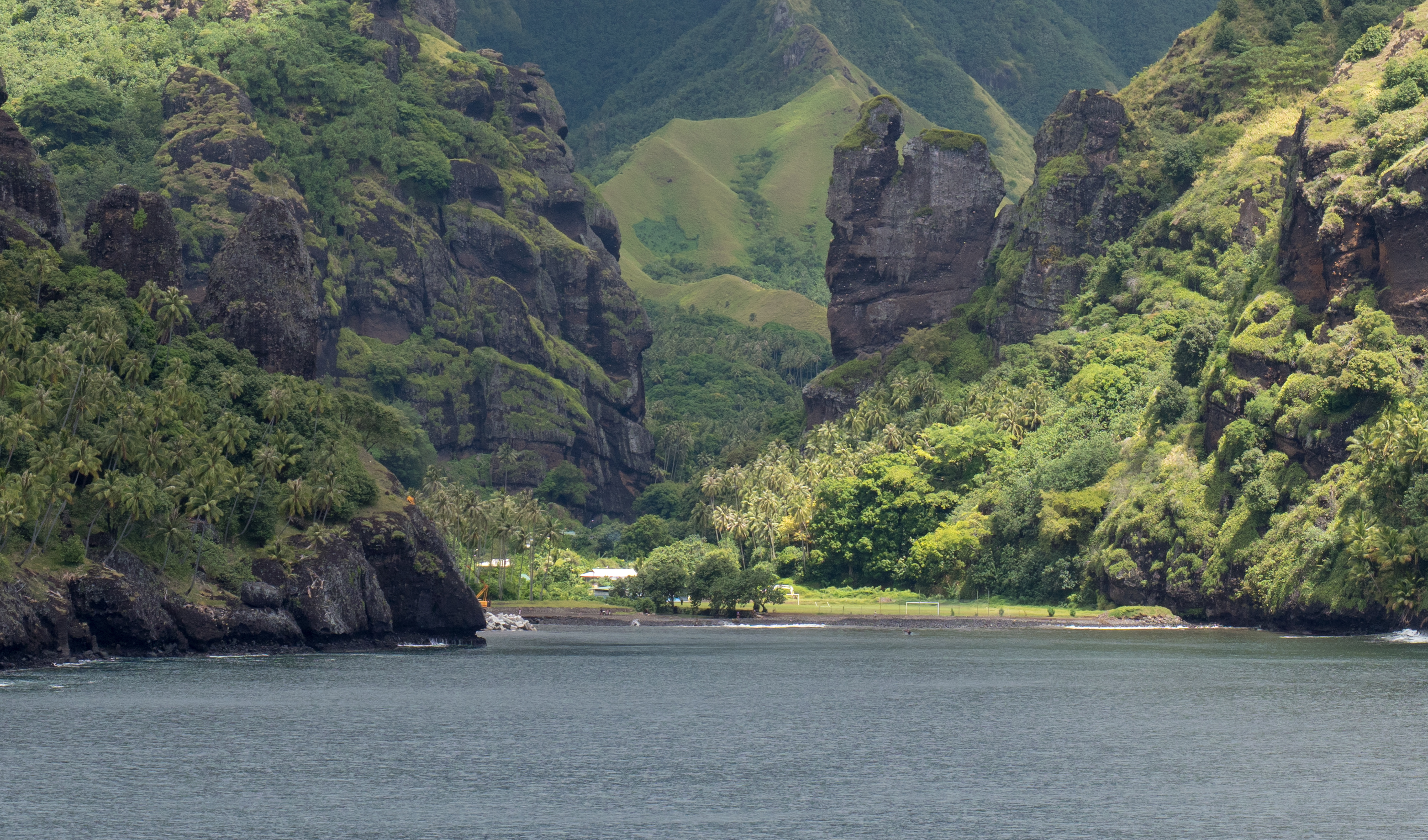
Bahía de las Vírgenes, Fatu Hiva

Abundan los árboles frutales: mangos, bananas, pomelos, limones, naranjas y papayas. Los mangos están a la libre disposición de todos los habitantes.

### Geología
Fatu Hiva está formado por la mitad oriental de dos volcanes entrelazados.
La primera caldera, de unos ocho kilómetros de diámetro, tiene un borde muy recortado, formado por una serie hemicircular de picos que se elevan a más de 1000 metros. Se compone principalmente de basalto, picrita y hawaiita. Su antigüedad está datada entre 2,46 y 1,81 millones de años. La segunda caldera, situada dentro de la primera, tiene un diámetro de tres a cuatro kilómetros. Fue creada por una potente erupción, como demuestran las impresionantes columnas de basalto, las "estatuas" de la Virgen, en la bahía de Hanavave, provocadas por los lahares. Data de hace entre 1,68 y 1,33 millones de años. La explosión principal parece datar de hace 1,40 Ma2.
Los valles de los dos pueblos de la isla se encuentran en los extremos del espacio entre las dos calderas.

### Flora
El paisaje que rodea a los asentamientos en la zona costera y en los valles ha sido ampliamente remodelado para la producción de alimentos por parte del hombre, por lo que queda poco de la vegetación original. Las intervenciones masivas, ya en épocas históricas, probablemente provocaron la extinción de un número desconocido de plantas endémicas y autóctonas en las zonas bajas y medias de la isla. Los habitantes actuales cultivan el fruto del pan, el coco, el ñame, el taro, las batatas, los plátanos y otras frutas tropicales para su propio consumo.

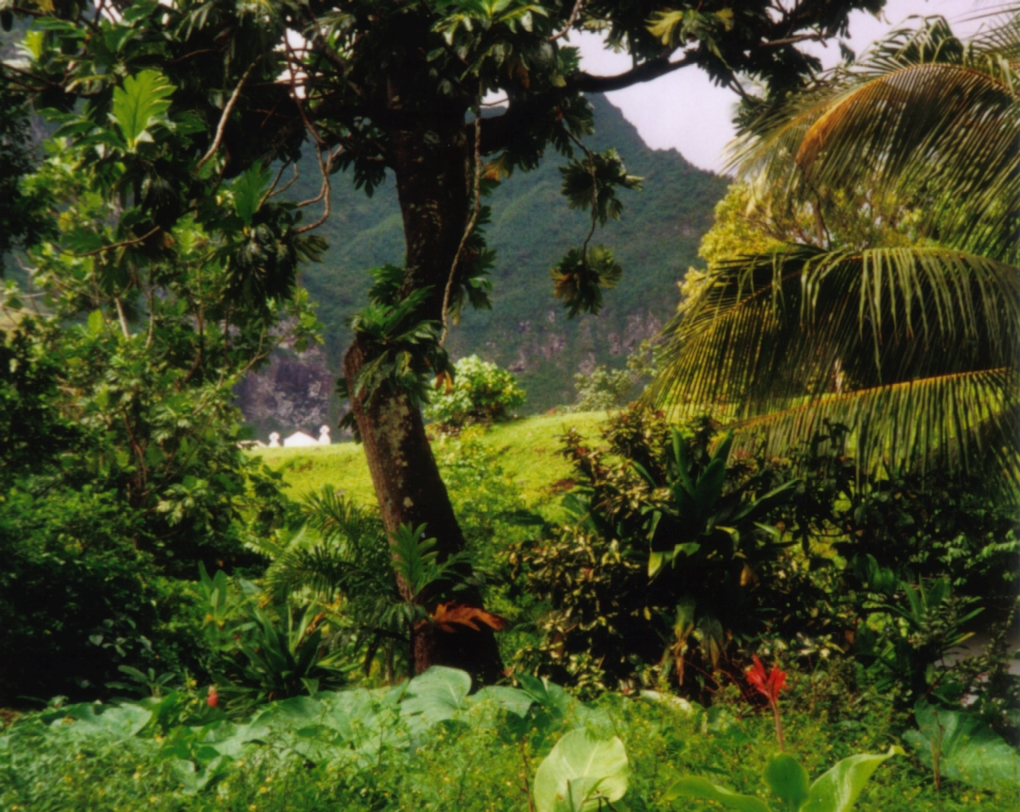
Bosque de Fatu Hiva.

Las zonas más altas de la isla montañosa están cubiertas de selva tropical de montaña y bosque nuboso intercalado con helechos arbóreos. Por encima de los 600 m, dominan los bosques de hierba (Metrosideros y Weinmannia). Sin embargo, incluso estas zonas inaccesibles están amenazadas, ya que las cabras asilvestradas están afectando gravemente a la flora. Las cimas de los picos y las extensas zonas a sotavento de las montañas son áridas.
La selva tropical de montaña todavía alberga algunas plantas endémicas, como la Pelea fatuhivensis (syn. Melicope fatuhivensis), que pertenece a la familia de las rudas, pero que podría estar ya extinta. Un estudio sistemático de la flora con el apoyo del Instituto Smithsoniano en 1988 reveló el número de 175 plantas autóctonas, 21 endémicas y 136 antropochóricas.

### Fauna
La rica flora contrasta con una fauna relativamente pobre en especies. Se limita a las aves terrestres y marinas, los insectos, las mariposas, las arañas y una sola especie de murciélago. La monarca de Fatu Hiva (Monarque de Fatu Hiva o Pomarea whitneyi) de la familia Monarchidae es endémica. Dado que Fatu Hiva se considera libre de ratas, se están realizando esfuerzos para reubicar especies de aves terrestres en peligro de extinción desde otras islas de las Marquesas. Esto ha tenido éxito, por ejemplo, con el lorito ultramarino (Vini ultramarina) de la familia de los loris.

## Demografía
La población total era de 584 habitantes en el censo del 2002, 611 en 2012 y 633 en 2017. Las villas principales son Omoa, la capital, y Hanavave, situadas en las bahías del mismo nombre. La población vive principalmente de la agricultura, el artesanado y el turismo. La orografía de la isla no permite la construcción de una pista de aterrizaje y solo es accesible por barco.
Fatu Hiva experimentó un declive demográfico desde finales de la década de 1990, debido principalmente a dos tipos de emigración. La primera es la emigración "escolar": como no hay escuela secundaria en la isla, los jóvenes se ven obligados a marcharse a una edad muy temprana, primero a Hiva Oa y luego a Papeete para cursar sus estudios. Muchos no volvieron a Fatu Hiva después. El segundo es la emigración económica: las perspectivas de desarrollo de la isla están limitadas por su aislamiento. Es las más alejadade de las islas del archipiélago, y no tiene pista de aterrizaje, imposible de construir por lo accidentado del terreno. Sin embargo, desde 2007 se ha producido una recuperación demográfica, con un aumento del 4% en cinco años.

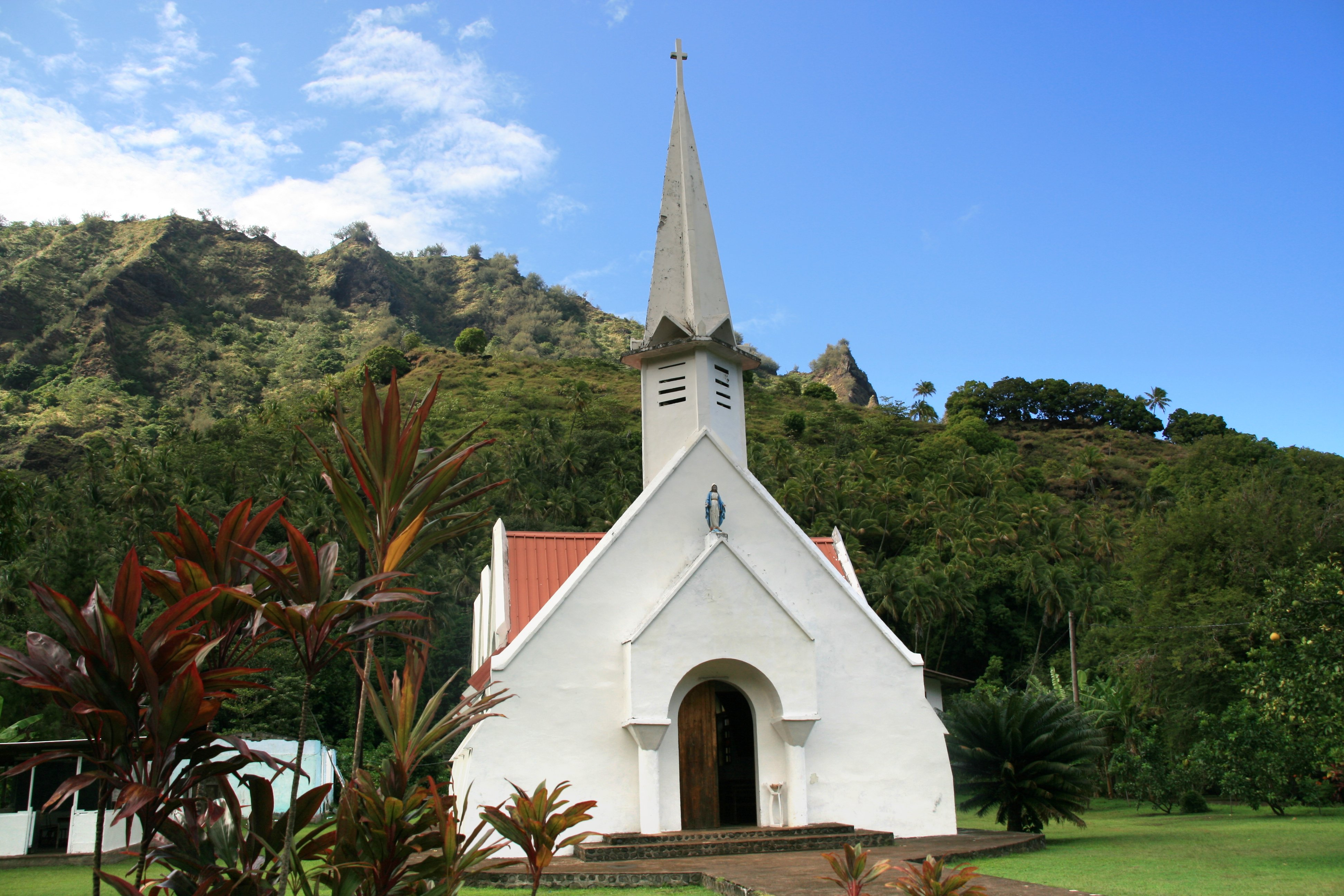
Iglesia de Nuestra Señora de la Paz en Omoa (Église de Notre-Dame-de-Paix)

### Religión
La mayor parte de la población en la actualidad está afiliada al Cristianismo esto como consecuencia de la actividad misionera de grupos tanto Católicos como protestantes, la Iglesia Católica administra 2 edificios religiosos en la Isla que dependen de la diócesis de Taiohae (Dioecesis Taiohaënus seu Humanae Telluris o Diocèse de Taiohae). La Iglesia de San Miguel en Hanavave (Église de Saint-Michel) y la Iglesia de Nuestra Señora de la Paz en Omoa (Église de Notre-Dame-de-Paix).

## Economía
El sector primario sigue siendo predominante, sobre todo la pesca de atún, caballa, bonito, pez espada y marlín, así como el cangrejo de río. El municipio dispone de un frigorífico de almacenamiento que permite esperar la llegada de los cargueros para vender la mercancía. El cultivo de la copra sigue siendo muy importante, así como el cultivo más reciente del noni. El cultivo del café se abandonó prácticamente en la segunda mitad del siglo XX. Para sus necesidades personales, los habitantes también cazan cerdos y cabras salvajes, y recogen marisco y fruta en gran abundancia. No dudan en ofrecer fruta de forma espontánea a los visitantes.
Desde los años sesenta y setenta, la artesanía se ha desarrollado considerablemente, gracias sobre todo al turismo. La especialidad de la isla es la tapa. Hoy en día se siguen fabricando de forma tradicional, principalmente en monocromo. Sin embargo, ahora se utilizan tintes químicos en lugar del hollín de la nuez luminosa. La moneda es (todavía) el franco CFP, que está vinculado al euro. 
Los isleños viven principalmente de la agricultura de subsistencia. La venta de aceite de monoi, tallas y rafia de corteza pintada a los infrecuentes turistas de crucero y circunnavegadores aporta algo de dinero. 

### Turismo
El turismo apenas desempeña un papel económico. Hace falta aún una infraestructura correspondiente con hotel, restaurantes, banco y visitas turísticas organizadas. Los visitantes tienen que depender de un alojamiento privado modestamente equipado y de un alto grado de iniciativa propia. Fatu Hiva no tiene playas para bañarse. La isla apenas es visitada por los cruceros.
La caminata de tres horas entre los dos pueblos es extenuante por el calor, las subidas empinadas y los omnipresentes mosquitos, pero merece la pena y ofrece unas vistas espectaculares de la isla y el océano. También pasa por una impresionante cascada.

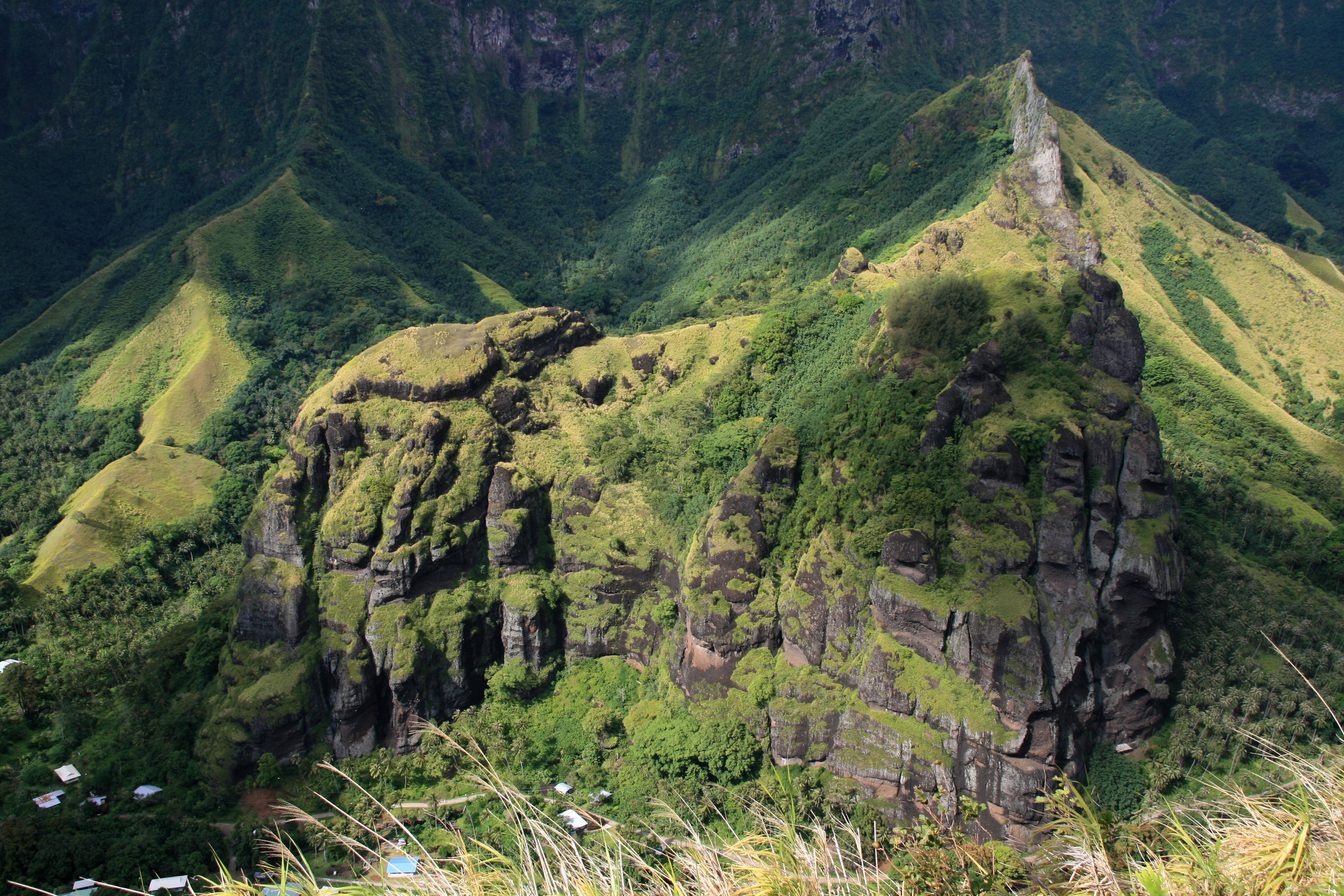
Formación de Basalto con vistas al pueblo de Hanavave, isla de Fatu Hiva, Archipiélago de las Marquesas

En la casa de la familia Grélet de Omoa, originaria de Suiza, hay una pequeña colección privada de interesantes objetos de arte, culto y utilitarios, que se muestra con gusto a los visitantes poco frecuentes. La colección incluye hojas de piedra cuidadosamente talladas de basalto negro, armas históricas ornamentadas, tallas, trabajos de tapa tradicionales y pequeñas figuras de piedra. La amplia colección de cuencos magistralmente ornamentados hechos con maderas raras es única. Las vasijas llamadas koka'a, con un diámetro de hasta un metro, se utilizaban para servir el popoi, una papilla hecha con el fruto del pan, que en su día fue el principal alimento de la isla y sigue siendo una parte importante de las comidas en la actualidad.

## Política y Gobierno
Desde el punto de vista político, la isla pertenece a la Polinesia Francesa (Pays d'outre-mer - POM) y, por tanto, está afiliada a la Unión Europea. Está administrada por una subdivisión (Subdivision administrative des Îles Marquises) del Alto Comisariado de la República en Polinesia Francesa (Haut-commissariat de la République en Polynésie française) con sede en Papeete. Fatu Hiva forma un municipio independiente (Commune de Fatu Hiva) con 636 habitantes (2012), la densidad de población es de unos 7 hab./km².
El idioma oficial es el francés. La principal ciudad y centro administrativo es el pueblo de Omoa, en la costa oeste, con unos 250 habitantes.

## Infraestructura
Los habitantes de esta isla de 8400 hectáreas viven principalmente en los pueblos de Omoa y Hanavave, en la costa oeste, que están conectados por una carretera de tierra que atraviesa las montañas. La mayor de las aldeas es Omoa, con una iglesia católica, una escuela maternal y primaria, una pequeña tienda, una oficina de correos y un teléfono por satélite. Fatu Hiva no tiene carreteras asfaltadas entre los dos pueblos, ni dársena portuaria para grandes barcos, ni aeródromo. El desembarco seguro en la costa de difícil acceso sólo es posible en las dos bahías de la costa oeste, donde también se encuentran los pueblos.

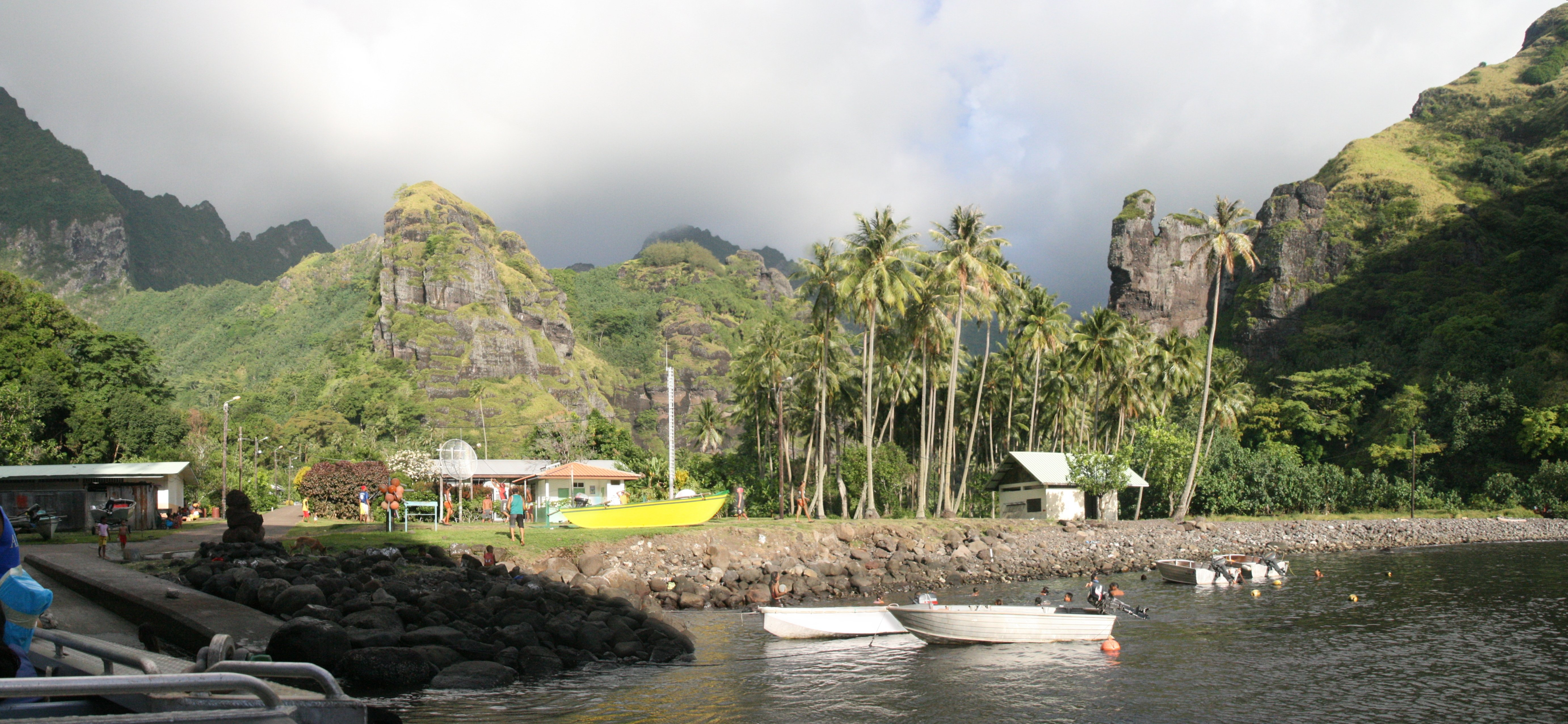
Pueblo y puerto de Hanavave, isla de Fatu Hiva, islas Marquesas, Polinesia Francesa

La carretera de diecisiete kilómetros une los dos pueblos, es muy accidentada, especialmente cerca de Hanavave, y las lluvias la hacen barrenar con frecuencia y la hacen peligrosa para el tráfico. Los habitantes prefieren utilizar un bote para llegar al otro pueblo (un cuarto de hora de navegación es suficiente).

## Fatu Hiva en la Literatura
La isla se hizo más conocida a través del libro homónimo de Thor Heyerdahl, que pasó unos ocho meses en la isla en 1937 con su primera esposa Liv en una robinsonada autoimpuesta. La pareja vivió primero cerca de la costa oeste en el valle de Omoa, y más tarde en la costa este en Ouia, que ahora está deshabitada. En 1937 también había un anciano llamado Tei Tetua, según cuenta él mismo, hijo de uno de los últimos caníbales verdaderos, que vivía allí acompañado de su hija adoptiva de doce años.
Un primer libro sobre la estancia fue publicado en 1938 por Gyldendal en Oslo, se vendió mal a pesar de las mejores críticas y nunca fue traducido, probablemente también a causa de la guerra. El conocido libro de Heyerdahl Fatu Hiva fue reescrito posteriormente, según la nota del autor: Tras el éxito de su libro su primera obra había quedado desfasada.
En la colección de cuentos "Un hijo del sol" de Jack London, la isla aparece con el nombre de Fitu-Iva. En el relato "Plumas del sol", Fitu-Iva cae bajo la influencia de un astuto estafador de las Islas Salomón que, con la connivencia del jefe, siempre huidizo, introduce el papel moneda y cambia todos los objetos de valor por moneda de fabricación nacional. Cuando se descubre el fraude, se le golpea con un cerdo muerto, un castigo especialmente deshonroso, y se le destierra de la isla.